# 共月亭
共月亭（きょうげつてい）は、日本の鹿児島県鹿児島市天保山町の天保山公園内にあるあずまや。鹿児島市公園緑化課が管理する。
1982年10月に鹿児島市が長沙市（中華人民共和国）と友好都市の関係になったことを記念して、中国四大名亭のひとつ「愛晩亭」をモデルに1984年5月に着工、1985年2月に竣工した。柱や釉薬瓦、花崗岩などはいずれも長沙市から寄贈された。長沙市側には「友好平和の像」が建立されている。
鹿児島と長沙とは1,700キロメートルほど離れているが、「両市民が同じ月を眺め友好を深めよう」という意で「共月」と名付けられた。1986年以降の中秋の名月にはお月見会が催される。